# Ptilodon hoegei
Ptilodon hoegei är en fjärilsart som beskrevs av Ludwig Carl Friedrich Graeser 1888. Ptilodon hoegei ingår i släktet Ptilodon och familjen tandspinnare. Inga underarter finns listade.